# Longomel
Longomel é uma povoação portuguesa sede da Freguesia de Longomel do Município de Ponte de Sor, freguesia com 46,19 km² de área e 978 habitantes (censo de 2021), tendo, por isso, uma densidade populacional de 21,2 hab./km².
A freguesia foi criada pela Lei nº 47/84, de 31 de Dezembro, com lugares desanexados da freguesia de Ponte de Sor. As aldeias que pertencem a Freguesia de Longomel são: Rosmaninhal, Longomel, Escusa, Tom e Vale do Arco.

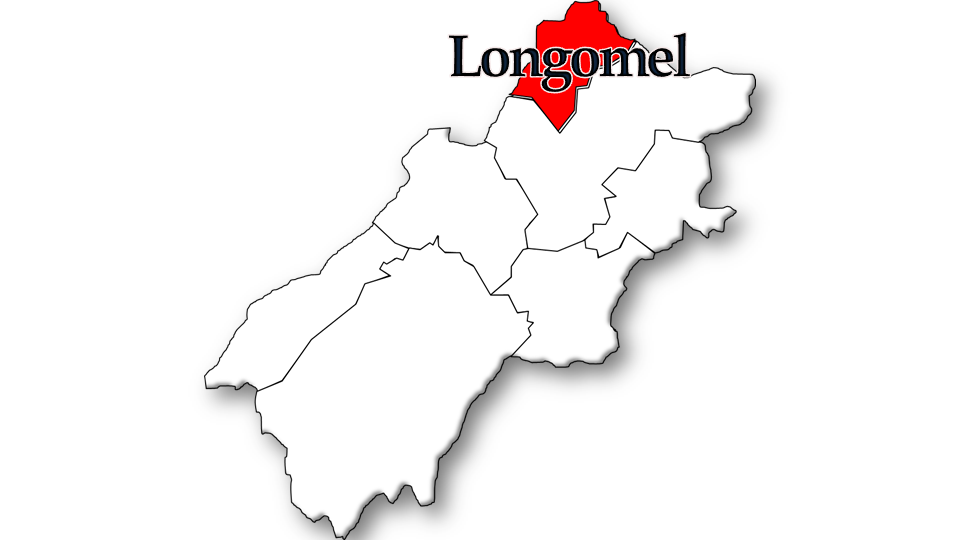
Localização no Município de Ponte de Sor

## Demografia
A população registada nos censos foi:
| Distribuição da População por Grupos Etários | Distribuição da População por Grupos Etários | Distribuição da População por Grupos Etários | Distribuição da População por Grupos Etários | Distribuição da População por Grupos Etários |
| -------------------------------------------- | -------------------------------------------- | -------------------------------------------- | -------------------------------------------- | -------------------------------------------- |
| Ano                                          | 0-14 Anos                                    | 15-24 Anos                                   | 25-64 Anos                                   | > 65 Anos                                    |
| 2001                                         | 219                                          | 132                                          | 710                                          | 433                                          |
| 2011                                         | 124                                          | 141                                          | 589                                          | 374                                          |
| 2021                                         | 76                                           | 84                                           | 497                                          | 321                                          |

## História
Por uma sentença de 13 de dezembro de 1327, foi julgado que a aldeia de Lagomel, termo de Abrantes, pertencia a el-Rei D. Dinis. Em 19 de dezembro de 1327 foi publicada uma carta na qual se diz que a Vila de Abrantes podia tomar posse de Lagomel. D. Dinis confirmou a posse da aldeia na sua pessoa e deu jurisdição à Vila de Abrantes para a engrandecer.
Essa posse, mais tarde, foi ter às mãos do duque de Bragança que, com Margem (Gavião), formou um concelho subordinado a Vila Viçosa.
A actual Longomel teria tido origem no lugar do Cabeço, que ficaria separada pelo ribeiro da aldeia.
No chamado Vale da Igreja, entre a ribeira de S. Bartolomeu e Vale de Gaviões, existia, na Idade Média, o concelho de Margem e Longomel, isto segundo Primo Pedro da Conceição, no seu livro Cinzas do Passado.
A associação destes dois lugares levou à criação do Julgado de Margem e Longomel. Esta nova designação acabou por substituir a de concelho.
Reza a história que devido a uma sentença judicial de Dezembro de 1327, de Afonso IV, a aldeia de Longomel pertencia ao termo de Abrantes.

Conta Manuel Pestana, no seu livro O Julgado de Margem e Longomel que, 
| “ | nas "Memórias Paroquiais de 1758" levantadas por todo o reino por ordem expressa do governo pombalino (…), o pároco de Ponte de Sor considera já, na data do documento (1758), que Longomel era aldeia do seu termo; porém, quarto anos mais tarde (1762) Longomel e, agora também, Margem são mencionadas com classificação de vilas. | ” |

Foi no século XVIII que se deram os primeiros aforamentos e se começa a definir, com maior exactidão, as dimensões geográficas deste termo.
A história da freguesia de Longomel está intimamente ligada ao concelho de Gavião até ao dia 26 de Setembro de 1895.
No cadastro da população de 1527, as duas povoações, Margem e Longomel, formavam um concelho incluído nas terras pertencentes ao duque de Bragança.
Em 1758, o pároco de Ponde de Sor diz que Longomel é uma aldeia do termo de Ponte de Sor.
Em 1762 Longomel e Margem aparecem como vilas e, em 1811, subordinadas à comarca de Vila Viçosa.
Em 1826, o concelho de Margem tem 96 fogos e o seu orago é Nossa Senhora da Graça. Seis anos depois aparece o concelho de Longomel na comarca de Portalegre, província do Alentejo, capital Évora. Em 1835 figura no julgado do Crato, com 101 fogos, mas nesse ano foi extinto e em 1842 encontram-se as duas povoações fazendo parte do concelho do Gavião.
Depois da extinção do concelho de Margem e Gavião, Longomel transitou para o (atual município) de Ponte de Sor.
Atualmente é das mais jovens freguesias do Município de Ponte de Sor, criada em 1984 por desmembramento da Freguesia de Ponte de Sor.

## Economia
A construção civil, a agricultura (principalmente o tabaco, cortiça e azeitona), a indústria do carvão vegetal e o turismo rural são as principais atividades económicas da freguesia.

## Equipamentos
- Extensão de Saúde de Longomel
- EB 1/JI de Longomel
- Junta de Freguesia de Longomel
- Multibanco da Junta de Freguesia de Longomel

## Tradições e Património

### A Casa
As casas mais antigas que ainda existem em Longomel, eram feitas de taipa, uma técnica que consiste em colocar terra entre taipas de madeira e bater com um maço.
As janelas são poucas ou nenhumas. O chão é feito de ladrilhos são feitos de barro cozido, o que foi gradualmente sendo substituído por cimento. O telhado original é o de telhas de canudo. As chaminés são largas e serviam para secar a carne.
Quanto à divisão da casa, a sala de entrada servia de cozinha. À parte desta divisão, havia ainda mais dois quartos.
As casas mais ricas distinguiam-se das outras pelas barras amarelas ou azuis à volta das portas e janelas.

### A Casa Rebela e o Casão
Na altura da apanha da azeitona, vinham ranchos de fora trabalhar por conta da Casa Rebela. No Casão faziam-se grandes lumes para os trabalhadores se aquecerem, para se cozinhar a comida e enxugar-se as roupas nos dias de chuva.

### Moinho de Vento
O moinho de vento é constituído por um poço fundo com arames, ferro, canos e pás. A força do vento fazia girar as pás que retiravam a água do poço que seguia pela calha que conduzia a água para o Monte Novo.

### Culinária

#### Migasà Florinda
Pão de milho; azeite; açúcar (facultativo). Num tacho, põe-se um pouco de azeite. Junta-se o miolo do pão de milho muito bem esfarelado e as côdeas cortadas em tiras finas. Mexe-se muito bem durante alguns minutos. No fim, pode juntar-se algum açúcar.

#### Couve com feijão
Couve; feijão de cor; batata; azeite e sal. Põe-se o feijão de molho de véspera e coze-se numa panela de barro. Migam-se as couves miudinhas. Cortam-se as batatas em pequenos pedaços. Coloca-se uma panela ao lume e, quando a água estiver a ferver, junta-se as couves. Depois de cozidas, escorrem-se e junta-se-lhes o feijão que foi parcialmente desfeito com uma colher de pau e as batatas.

## Lendas

### Igreja
Segundo o Sr. António de Matos Lopes, de Longomel, quando se foram abrir os alicerces para construir a igreja, encontraram-se duas grandes talhas de barro enterradas na terra. Reza da lenda que essas talhas eram dos mouros que, no tempo da guerra, aí tinham escondido os seus mantimentos e vestuário.

## Os Cachamelos
Diz a dona Iria Matos do lugar de Cabeço que:
| “ | As pessoas de Longomel são chamadas Cachamelos, as de Barreiras, Rabinos, e as do Vale de Arco são chamadas Trás-Trás. As raparigas antigamente iam à Ponte de Sor a pé e iam acompanhadas pelos rapazes. Eles levavam sempre cajados para se defenderem dos Rabinos e assim brigavam à cajadada, dando assim origem ao nome de Cachamelos. | ” |